# DirectX图形基础设施
DirectX图形基础设施（DirectX Graphics Infrastructure，DXGI）是Windows Vista及以上版本中的一个用户模式组件，它为特定图形API（例如Direct3D 10.0及以上版本；在DXGI中称为生产者）与图形内核之间提供了一个映射，从而也能与用户模式的Windows Display Driver Model驱动程序交互。DXGI提供对象来处理如：枚举显卡和监视器、枚举显示模式、选择缓冲区格式、在进程之间共享资源（例如应用程序与桌面視窗管理員）等任务，并将渲染的帧呈现到窗口或监视器以显示。
Windows Vista中的Direct3D 10和OpenGL应用程序都能配以DXGI运行。
DXGI 1.1在各种Windows图形API之间增加了表面共享。最新版本是DXGI 1.5。
DXGI 2预览版已经随Oculus Rift SDK发布，它包含对立体渲染的改进。